# Corynoneura
Corynoneura är ett släkte av tvåvingar som beskrevs av Johannes Winnertz 1846. Corynoneura ingår i familjen fjädermyggor.

## Dottertaxa tillCorynoneura, i alfabetisk ordning[1][2]
- Corynoneura arctica
- Corynoneura arcuata
- Corynoneura atomaria
- Corynoneura australiensis
- Corynoneura austriaca
- Corynoneura bifurcata
- Corynoneura bitensis
- Corynoneura brevipalpis
- Corynoneura brevipennis
- Corynoneura brevistylus
- Corynoneura brundini
- Corynoneura carinata
- Corynoneura carriana
- Corynoneura celeripes
- Corynoneura celtica
- Corynoneura centromedia
- Corynoneura chandertali
- Corynoneura clavicornis
- Corynoneura conjungens
- Corynoneura cornata
- Corynoneura coronata
- Corynoneura cristata
- Corynoneura cuspis
- Corynoneura dewulfi
- Corynoneura diara
- Corynoneura doriceni
- Corynoneura duodenaria
- Corynoneura edwardsi
- Corynoneura elongata
- Corynoneura ferelobatus
- Corynoneura fittkaui
- Corynoneura fujiundecima
- Corynoneura fusciclava
- Corynoneura fuscihalter
- Corynoneura ginzanquinta
- Corynoneura gratias
- Corynoneura gynocera
- Corynoneura heterocera
- Corynoneura hirvenojai
- Corynoneura incidera
- Corynoneura isigaheius
- Corynoneura kedrovaya
- Corynoneura kiefferi
- Corynoneura lacustris
- Corynoneura lahuli
- Corynoneura lemnae
- Corynoneura lobata
- Corynoneura longipennis
- Corynoneura longistylus
- Corynoneura magna
- Corynoneura marina
- Corynoneura minuscula
- Corynoneura minuta
- Corynoneura minutussumus
- Corynoneura nasuticeps
- Corynoneura nupharis
- Corynoneura ocularis
- Corynoneura oxfordana
- Corynoneura paludosa
- Corynoneura prima
- Corynoneura pumila
- Corynoneura scutellata
- Corynoneura secunda
- Corynoneura seiryuresea
- Corynoneura seyechellensis
- Corynoneura sorachibecea
- Corynoneura taris
- Corynoneura tenustyla
- Corynoneura tokarapequea
- Corynoneura tokaraquerea
- Corynoneura tyrolensis
- Corynoneura validicornis
- Corynoneura vittalis
- Corynoneura vulgaris
- Corynoneura yoshimurai